# Nuova Corrente
Nuova Corrente è una rivista semestrale di critica letteraria e filosofica fondata a Genova da Mario Boselli e Giovanni Sechi nel 1954, attualmente diretta da Stefano Verdino con numeri monografici.
La rivista, prima di passare nel 2011 a Interlinea edizioni, in precedenza è stata trimestrale e ha attraversato quattro diverse sedi editoriali, dalla Tipografia Artigiana di Capriate d'Adda alla Grafica Sipiel  nel 1980, dall'editore Luciano Landi a Firenze fino a Tilgher di Genova.
Nelle prime annate appariva il sottotitolo "rivista di letteratura" ed era diretta da Boselli affiancato dai redattori Piero Raffa e Giovanni Sechi ai quali si unirà in seguito Elio Pagliarani. Nel 1966, con l'uscita del n. 38, si affiancò a Boselli e ai redattori Ferruccio Rossi-Landi e Sechi, un comitato di redazione composto da Giuseppe Bartolucci, N. Castiglioni, Eugenio Miccini, Gianni Scalia, Paolo Scheggi e Adriano Spatola.
Tra i periodici degli anni cinquanta e sessanta, Nuova Corrente assume un ruolo fondamentale sia per le posizioni prese che per la qualità dei suoi contributi.
I primi numeri della rivista si presentano di carattere genericamente realista e offrono un costruttivo dibattito fra Boselli, Luciano Anceschi e Rosario Assunto, su come superare i limiti della letteratura di quel periodo e verso la fine del '50 e soprattutto negli anni '60, la rivista si schiera con la neoavanguardia.
Tra i dibattiti più interessanti si ricorda A proposito di letteratura e industria che apparve sul n. 25 del 1962 con interventi di Vittorio Sereni, Boselli, Secchia e Raffa preceduto dal saggio di Raffa apparso sul n. 21 Il miraggio dell'oggettività, oltre agli articoli e studi di Lamberto Pignotti, apparsi sul n. 27 del 1962 dal titolo Avanguardia e realismo, Ontologia del realismo di G. Scalia, Significato e semanticità del linguaggio visuale di Gillo Dorfles oltre ai testi di Miccini, Pagliarani, Pignotti, Spatola e Scalia.
Negli anni settanta la rivista offrì molto spazio ad interventi e saggi riguardanti la filosofia, la linguistica, la psicoanalisi e la sociologia.
La fase redazionale a Milano (1966-80) ha avuto nuovi redattori: Tito Perlini (1968-80), Giuseppe Sertoli (1970-96) e Franco Rella (1972-82) con numeri monografici dedicati a Bachelard, Freud, Nietzsche, Heidegger, Wittgenstein, la cultura austriaca, con prestigiose collaborazioni tra cui Massimo Cacciari e Claudio Magris.
```
  L’improvvisa scomparsa di Giovanni Sechi nel 1979, fa tornare la sede redazionale a Genova (con Boselli, Sertoli, ora ordinario di Letteratura inglese nell’Università di Genova, e 
Stefano Verdino
, dal 1981). La rivista è stampata a Genova per trent’anni (1981-2011) dall’editrice 
Tilgher
 di Lucio Bozzi. Entrano in redazione nel tempo: Enrico Tacchella e Luisa Villa (dal 1988), Santino Mele (dal 1993), Luigi Surdich (1997-2024), Tiziana Arvigo (1999-2013) e Pierfrancesco Fiorato (dal 1999).
  Nuova corrente riprende l’attenzione al discorso letterario, privilegiando il focus su specifici argomenti, per lo più con contributi analitici su autori con una vocazione speculativa, mentre continua l’attenzione su momenti di rilievo del pensiero contemporaneo. Costante attenzione è dedicata alla poesia contemporanea per lo più italiana, sia con interventi critici sia con testi inediti di autori. Numeri miscellanei scanditi in Saggi, Note e discussioni, Recensioni, si alternano a numeri monografici o parzialmente tali nel caso delle “Scritture contemporanee”: tra questi Derrida (84, 1981), Poesia per gli anni’80 (87-88, 1982), Materiali sull’epistemologia francese (90-91, 1983) Il decostruzionismo (93-94, 1984), Blanchot (95, 1985), Valéry (96, 1985), Italo Calvino (99-100, 1987), La colpa. Materiali tra ‘800 e ‘900 (107, 1991), Georges Perec (108,1991), Il saggio nel Novecento italiano (113, 1994), Narrativa italiana contemporanea (115, 1995), Giovanni Giudici (120, 1997), Per una rilettura di Adorno (121-122, 1998), Andrea Zanzotto (125, 2000), Letteratura come testimonianza. Percorsi nella storia del Novecento (126, 2000), Il commento nel pensiero ebraico contemporaneo (132, 2003), Nuovi poeti italiani (135, 2005), L’ultimo grande racconto – La letteratura secondo René Girard (137-138, 2006).
  Nel 1999 con la morte di Boselli, la proprietà della testata viene acquistata da Stefano Verdino e dal 2012 (dopo la cessata attività di Tilgher) nuova corrente viene pubblicata dalle edizioni Interlinea di 
Roberto Cicala
 a Novara; nuova è la grafica, la periodicità rimane semestrale, la redazione permane a Genova; tutti i numeri sono d’ora in poi monografici ed i rispettivi argomenti si possono consultare sul sito web della rivista nella rubrica Archivio.  Alla redazione composta da Verdino, Villa, Mele, Tacchella, Surdich, Fiorato e Arvigo (fino al 2013) si affiancano Damiano Sinfonico (2015-21); Giovanni Battista Boccardo (dal 2022), Roberto Morani e Giordano Rodda (dal 2024). 
```

La nuova serie, con grafica rinnovata, si è avviata nel 2012 con un numero dedicato a Giorgio Caproni. Parole chiave per un poeta. Tra i fascicoli più rilevanti degli ultimi anni: De Signoribus (150, 2012); Visti da fuori. La poesia italiana oggi in Europa (153, 2014); Best seller dimenticati. L’Ottocento italiano (160, 2020); Benedetto Croce scrittore (173-174, 2024).
```
  Le settanta annate di nuova corrente sono possedute dalle principali biblioteche italiane ed internazionali (tra queste ultime ricordiamo le biblioteche di Berna, Basilea, Zurigo, Bonn, Francoforte, Weimar, Düsseldorf, Berlin, Paris, Harvard (USA), ecc. 
```

Tra i collaboratori più assidui alla rivista si ricordano inoltre Vito Amoruso, Massimo Cacciari, Silvana Colella, Fabrizio Desideri, Vico Faggi, Maurizio Grande, Furio Jesi, Nino Majellaro, Santino Mele, Giorgio Patrizi, Franco Rella, Giulio Schiavoni, Giuseppe Sertoli, Giorgio Terrone, Enrico Testa, Stefano Verdino ecc.